# Каруца със сено прекосява Хедли Грийн в Мидълсекс
„Каруца със сено прекосява Хедли Грийн в Мидълсекс“ (на английски: Haycart Crossing Hadley Green, Middlesex) е британски късометражен документален ням филм от 1894 година, заснет от един от основоположниците на британската кинематография, режисьора Бърт Ейкрис.